# DirectAccess
DirectAccess является новым компонентом в операционных системах Windows 7 Ultimate, Windows 7 Enterprise, Windows Server 2008 R2, который позволяет подключаться клиентским компьютерам к серверам DirectAccess, сразу как только появляется возможность выхода в Интернет. В отличие от большинства традиционных VPN соединений, которые должны быть запущены и прерваны явно действиями пользователя, подключения DirectAccess создаются автоматически компьютером, на котором работает пользователь.

## Технология
DirectAccess использует IPv6 для связи с интернет-ресурсами. Клиент DirectAccess и сервер DirectAccess могут использовать также 6to4, туннелирование Teredo или IP-HTTPS для отправки через интернет трафика IPv6 к интранет-сетям, работающим в большинстве своём по протоколу IPv4.
Протокол IP-HTTPS представляет собой SSL туннель, работающий через TCP-порт 443, который подключает клиента DirectAccess к серверу DirectAccess.
Компоненты DirectAccess могут быть расширены при использовании Microsoft Forefront Unified Access Gateway (UAG) 2010.
DirectAccess в UAG предоставляет такие возможности, как централизованное управление, высокая доступность, усиленная безопасность. UAG также предоставляет NAT64 и DNS64, разрешая предоставлять клиентам DirectAccess доступ только к ресурсам IPv4 в Вашей сети.

## Требования
- Один или несколько серверов под управлением Windows Server 2008 R2 с двумя сетевыми адаптерами: один подключен напрямую к сети Интернет, а второй подключен к Интранету (внутренней сети).
- Либо сервер под управлением Windows 2012/ 2012r2, в таком случае возможно использование сервера с одним сетевым адаптером без прямого подключения к Интернету (за firewall либо NAT).
- На сервере DirectAccess должно быть назначено минимум 2 последовательных[1] публичных IP-адреса версии 4 на сетевом интерфейсе, к которому подключен Интернет.
- Доменное имя а-зоны (например, da.company.com) для корректной работы http probe либо ping probe.
- Клиенты DirectAccess должны работать на Windows 7 Ultimate, Windows 7 Enterprise, Windows 8 Enterprise или Windows 10 Enterprise, включенных в домен.
- В сети должен быть минимум 1 контроллер домена.
- Необходима инфраструктура открытых ключей (PKI) для выпуска компьютерных сертификатов (обязательно), сертификатов смарт-карт (по выбору), сертификатов работоспособности для Network Access Protection (по выбору).
- По крайней мере один DNS сервер под управлением ОС Windows Server 2008 R2, Windows Server 2008 с установленным исправлением Q958194, Windows Server 2008 с пакетом обновления 2 (SP2) или более поздней версии либо DNS-сервер стороннего производителя, поддерживающий обмен сообщениями DNS по протоколу ISATAP.

Для предоставления доступа к ресурсам, использующим IPv4, клиенты DirectAccess могут использовать стороннее NAT64-устройство.